# Paweł Warchoł (polityk)
Paweł Warchoł (ur. 14 marca 1914 w Malawie, zm. ?) – polski inżynier rolnictwa i polityk, poseł na Sejm PRL II i III kadencji.

## Życiorys
Syn Ludwika. Uzyskał wykształcenie wyższe, z zawodu był inżynierem rolnictwa, pracował jako dyrektor Dyrektor Zjednoczenia Państwowych Gospodarstw Rolnych w Legnicy. Wstąpił do Polskiej Zjednoczonej Partii Robotniczej. Pracował na stanowisku kierownika Wydziału Prezydium Wojewódzkiej Rady Narodowej we Wrocławiu. W 1957 i 1961 uzyskiwał mandat posła na Sejm PRL II i III kadencji z okręgu Legnica, przez dwie kadencje pracował w Komisji Rolnictwa i Przemysłu Spożywczego, w czasie III kadencji Sejmu był jej zastępcą przewodniczącego.
W 1956 został odznaczony Złotym Krzyżem Zasługi.